# Monte Cross
Il Monte Cross (in lingua inglese: Mount Cross) è una montagna antartica, alta 1.005 m e situata 5 km a nordest del King Ridge delle Anderson Hills, nel settore centrale del Patuxent Range nei Monti Pensacola, in Antartide. 
La dorsale è stata mappata dall'United States Geological Survey (USGS) sulla base di rilevazioni e foto aeree scattate dalla U.S. Navy nel periodo 1956-66.
La denominazione è stata assegnata dall'Advisory Committee on Antarctic Names (US-ACAN), su proposta del capitano Finn Rønne, della U.S. Navy Reserve, responsabile della Stazione Ellsworth nel 1957. Allan S. Cross si occupò della pianificazione delle forniture medicali, delle istruzioni per il pronto soccorso e della preparazione delle razioni da consumare durante il percorso della Ronne Antarctic Research Expedition del 1947–48.